# Sparkasse Arena
El Sparkasse Arena (anteriormente conocido como PalaOnda y Eiswelle) es un pabellón deportivo o estadio cubierto en la ciudad de Bolzano, en el Tirol del Sur al norte de Italia. Construido en 1993, tiene una capacidad de asientos de hockey sobre hielo de 7200 personas.
Construido para albergar los Campeonatos del Mundo de Hockey sobre Hielo masculinos de 1994, junto al Forum di Assago, es el actual escenario sede del equipo Hockey Club Bolzano, de la Serie A de la liga de hockey sobre hielo. La arena fue sede de la final de la Liga de Campeones 2010-11 CEV.